# Liv és Maddie
A Liv és Maddie (eredeti cím: Liv and Maddie) 2013-tól 2017-ig futott amerikai televíziós vígjáték, amelyet John D. Beck és Ron Hart alkotott. A főbb szerepekben Dove Cameron, Joey Bragg, Tenzing Norgay Trainor, Kali Rocha, Benjamin King és Lauren Lindsey Donzis látható.
Amerikában 2013. július 19-én mutatták be.Magyarországon 2013. december 7-én mutatták be. Mind a két országban egyaránt a Disney Csatorna tűzte műsorára.

## Történet
A sorozat története a 15 éves, egypetéjű ikrek, Liv és Maddie Rooney körül mozog, akik rendkívül különböznek. Liv vidám, energikus lány, aki főszerepet játszott egy televíziós sorozatban, míg Maddie egy sportban aktív kosárlabdázó lány az iskolai csapatban. Miután Liv hazatér Hollywoodból Wisconsinba a sorozat kezdetén, hamar meg kell állapítania, hogy kettejük között a konfliktusok nem maradnak el, különösen miután Liv sztár lesz Maddie iskolájában.

## Szereplők
| Szereplő      | Színész                | Magyar hang                               |
| ------------- | ---------------------- | ----------------------------------------- |
| Liv Rooney    | Dove Cameron           | Gulás Fanni                               |
| Maddie Rooney | Dove Cameron           | Hermann Lilla                             |
| Joey Rooney   | Joey Bragg             | Závodi Marcel (1. évad – 3. évad 6. rész) |
| Joey Rooney   | Joey Bragg             | Császár András (3. évad 7. résztől)       |
| Parker Rooney | Tenzing Norgay Trainor | Pál Dániel Máté                           |
| Karen Rooney  | Kali Rocha             | Kisfalvi Krisztina                        |
| Pete Rooney   | Benjamin King          | Széles Tamás                              |
| Ruby          | Lauren Lindsey Donzis  | Gyarmati Laura                            |

## Epizódok
| Évad | Évad | Epizódok | Eredeti sugárzás     | Eredeti sugárzás    | Magyar sugárzás   | Magyar sugárzás    |
| Évad | Évad | Epizódok | Évadpremier          | Évadfinálé          | Évadpremier       | Évadfinálé         |
| ---- | ---- | -------- | -------------------- | ------------------- | ----------------- | ------------------ |
|      | 1    | 21       | 2013. július 19.     | 2014. július 27.    | 2013. december 7. | 2014. október 27.  |
|      | 2    | 24       | 2014. szeptember 21. | 2015. augusztus 23. | 2015. február 7.  | 2016. február 6.   |
|      | 3    | 20       | 2015. szeptember 13. | 2016. június 19.    | 2016. január 2.   | 2016. december 10. |
|      | 4    | 15       | 2016. szeptember 23. | 2017. március 24.   | 2017. január 8.   | 2017. december 7.  |